# Christopher McQuarrie
Christopher McQuarrie (Princeton, 25 de outubro de 1968) é um roteirista, diretor e produtor norte-americano. Um colaborador regular do diretor Bryan Singer, ele coescreveu o roteiro Public Access de Singer, escreveu o roteiro de The Usual Suspects e coescreveu Jack the Giant Slayer e Valkyrie.
McQuarrie ganhou o Oscar de Melhor Roteiro Original por The Usual Suspects e fez sua estreia na direção em 2000 com The Way of the Gun. Ele também é um colaborador frequente com o ator Tom Cruise, escrevendo e dirigindo Jack Reacher, Mission Impossible: Nação Secreta e Mission: Impossible: Fallout, e coescreveu de The Mummy e Edge of Tomorrow. Ele também criou a série de televisão da NBC de 2010, Persons Unknown.

## Início da vida
McQuarrie nasceu em 1968 em Princeton, Nova Jersey, em uma comunidade não registada nas proximidades, onde ele foi criado. Depois de se formar na West Windsor-Plainsboro High School South em 1986, ele trabalhou como assistente na Christ Church Grammar School em Perth, Austrália Ocidental, recordando em 2013: "Me foi oferecido um programa Interino. Eu escolhi um lugar e acabei na Christ Church Grammar School. Eu morava na escola e trabalhava no internato, apesar de ter feito muito pouco trabalho." Demitido após nove meses, "pedi carona por três meses, voltei para casa por cerca de um mês e imediatamente comecei a trabalhar para essa agência de detetives. Na verdade, era uma posição de guarda de segurança glorificada. Eu acho que nos quatro anos em que trabalhei lá, fiz cerca de seis investigações."

Ele conhecera seu futuro colaborador cinematográfico, o diretor e produtor Bryan Singer, "desde que éramos muito pequenos, nossos pais eram amigos. Eu estive em um de seus filmes de 8mm". Eles frequentaram a mesma escola, com Singer dois anos à frente, e se tornaram amigos após a formatura de Singer. Aos 16 anos, McQuarrie escreveu um roteiro para um projeto de filme incompleto com ele, e manteve contato através dos primeiros anos de trabalho de McQuarrie. Sua primeira colaboração profissional, Public Access, surgiu após a decisão de McQuarrie de deixar a agência de detetives
Para se mudar para a Califórnia e tentar roteirizar — Bryan já estava morando lá. E então me ofereceram minha própria agência na Flórida. Eu tinha 22 anos e estava tendo a oportunidade de administrar meu próprio negócio. Então liguei para Bryan e ele disse: 'Escute, eu adoraria ter você aqui, mas não há nada acontecendo; você provavelmente deveria ir para a Flórida.' Então eu disse a eles que eu faria e então, do nada, ele caiu fora e então eu me candidatei para o Departamento de Polícia de Nova York [com um amigo] e nós dois passamos. Enquanto nos preparávamos para fazer isso, Bryan ligou. Ele fez um curta chamado Lion's Den, com Ethan Hawke — e nós tentamos fazer um longa-metragem com ele. O roteiro era horrível. Minhas partes foram escritas à mão. Então Bryan me ligou e disse que essas pessoas tinham visto o curta e gostaram muito e pediram para ver o outro roteiro. E ele inventou um argumento em três segundos que evoluiu para o Public Access. Ele me perguntou se eu queria escrever. Eu escrevi um rascunho em 15 dias. Bryan então chamou o Michael Dougan e transformou em um episódio glorificado de Murder, She Wrote e realmente deixou sombrio. Eu dei uma olhada em sua reescrita e foi como, 'Oh, você quer dizer que eu posso ser mais sombrio...'

## Carreira
Embora o primeiro filme de McQuarrie como roteirista, o thriller de 1993, Public Access, dirigido por Bryan Singer, tenha obtido apenas 50% de aprovação no Rotten Tomatoes, o longa ganhou o Critic Award no Deauville American Film Festival e Grand Jury Prize no Festival Sundance de Cinema. Apesar disso, não garantiu um distribuidor pros cinemas. Três anos depois, Singer e McQuarrie colaboraram novamente no filme The Usual Suspects, pelo qual McQuarrie recebeu os prêmios de Melhor Roteiro do Oscar e BAFTA, como também no Premiere Magazine, Texas Board of Review, Chicago Critics, Edgar Award e The Independent Spirit Award. O filme foi posteriormente incluído na lista do The New York Times dos 1000 maiores filmes já feitos, e o personagem Verbal Kint foi incluído na lista da AFI dos 100 maiores heróis e vilões de todos os tempos. Em 2006, o Writers Guild of America elegeu o The Usual Suspects como o 35º dentro de 101 Maiores Roteiros. Em 2000, a Artisan Entertainment lançou The Way of the Gun, um faroeste dos tempos modernos, escrito e dirigido por McQuarrie. Estrelado por Benicio del Toro, Ryan Phillippe e James Caan. O filme, orçado em US$ 8,5 milhões, recebeu críticas negativas e teve desempenho ruim nas bilheterias, arrecadando apenas US$ 13 milhões em todo o mundo.
Oito anos mais tarde, McQuarrie co-escreveu e co-produziu Valkyrie, que estreou em 25 de dezembro de 2008. A história é baseada no plano real de 20 de julho de 1944 para assassinar Adolf Hitler. O roteiro foi co-escrito com Nathan Alexander. A dupla teve acesso a membros da família Stauffenberg, bem como um livro escrito por Fabian von Schlabrendorff — um conspirador que sobreviveu. Ao fazer pesquisas para o roteiro, eles também falaram com o guarda-costas de Hitler. O filme é estrelado por Tom Cruise e é dirigido por Bryan Singer. Recebeu dois prêmios, o BMI Film Music Award e Courage do Bambi Award.
Em 2010, McQuarrie co-escreveu The Tourist, de Florian Henckel von Donnersmarck, estrelado por Johnny Depp e Angelina Jolie. O filme arrecadou US$ 278 milhões em todo o mundo. Recebeu três indicações ao Globo de Ouro e vários outros prêmios, entre eles o Redbox Movie Award pelo drama mais alugado de 2011. Em 2012, McQuarrie dirigiu Jack Reacher, adaptação de One Shot, o nono livro da série de 21 romances Jack Reacher de Lee Child. A Paramount Pictures lançou o filme. As filmagens começaram na área metropolitana de Pittsburgh, em 3 de outubro de 2011, e continuaram até o final de janeiro de 2012. O filme foi lançado em dezembro de 2012.
2013 viu o lançamento da quarta colaboração de McQuarrie com Singer, Jack the Giant Slayer, co-escrito por McQuarrie. O filme foi um fracasso nas bilheterias, arrecadando apenas US$ 198 milhões com um orçamento estimado de US$ 240 milhões (excluindo as taxas promocionais). As críticas foram geralmente negativas. McQuarrie co-escreveu o thriller de ação de ficção científica de 2014, Edge of Tomorrow com Jez e John-Henry Butterworth, baseado no romance japonês All You Need Is Kill. Dirigido por Doug Liman, isso marcou a terceira colaboração com Tom Cruise. Enquanto o filme teve um desempenho ruim nas bilheterias em seu primeiro fim de semana de abertura, com apenas US$ 28,8 milhões, recebeu fortes críticas e se tornou um sucesso boca-a-boca, arrecadando pouco mais de US$ 100 milhões nas bilheterias domésticas. Em 2015, McQuarrie lançou seu terceiro longa-metragem de direção, Mission Impossible: Rogue Nation, o quinto filme da série Missão Impossível, que ele co-escreveu com Drew Pearce. Isso marcou a quarta colaboração com Tom Cruise e o segundo como diretor. O filme recebeu fortes críticas positivas e arrecadou mais de US$ 195 milhões nas bilheterias domésticas.

## Filmografia

#### Cinema
| Ano  | Título                                        | Diretor | Roteirista    | Produtor | Notas                                                                                   |
| ---- | --------------------------------------------- | ------- | ------------- | -------- | --------------------------------------------------------------------------------------- |
| 1993 | Public Access                                 | Não     | Sim           | Não      | —                                                                                       |
| 1995 | The Usual Suspects                            | Não     | Sim           | Não      | - Ganhou o Oscar de Melhor Roteiro Original - Ganhou o BAFTA de Melhor Roteiro Original |
| 2000 | The Way of the Gun                            | Sim     | Sim           | Não      | Estreia como diretor.                                                                   |
| 2000 | X-Men                                         | Não     | Não creditado | Não      | —                                                                                       |
| 2008 | Valkyrie                                      | Não     | Sim           | Sim      | —                                                                                       |
| 2010 | The Tourist                                   | Não     | Sim           | Não      | —                                                                                       |
| 2012 | Jack Reacher                                  | Sim     | Sim           | Não      | —                                                                                       |
| 2013 | The Wolverine                                 | Não     | Sim           | Não      | —                                                                                       |
| 2013 | Jack the Giant Slayer                         | Não     | Sim           | Não      | —                                                                                       |
| 2014 | Edge of Tomorrow                              | Não     | Sim           | Não      | —                                                                                       |
| 2015 | Mission Impossible: Rogue Nation              | Sim     | Sim           | Não      | —                                                                                       |
| 2016 | Jack Reacher: Never Go Back                   | Não     | Sim           | Sim      | —                                                                                       |
| 2017 | The Mummy                                     | Não     | Sim           | Não      | —                                                                                       |
| 2018 | Mission Impossible: Fallout                   | Sim     | Sim           | Sim      | Participou da pós-produção.                                                             |
| 2022 | Top Gun: Maverick                             | Não     | Sim           | Sim      |                                                                                         |
| 2023 | Mission: Impossible – Dead Reckoning Part One | Sim     | Sim           | Sim      | Participou da pós-produção.                                                             |
| 2025 | Mission: Impossible – The Final Reckoning     | Sim     | Sim           | Sim      | Participou da pós-produção.                                                             |

#### Televisão
| Ano  | Título          | Roteirista | Produtor  | Criador/Showrunner |
| ---- | --------------- | ---------- | --------- | ------------------ |
| 1994 | NYPD Blue       | Sim        | Não       | Não                |
| 1997 | The Underworld  | Sim        | Não       | Não                |
| 2010 | Persons Unknown | Sim        | Executivo | Sim                |